# ایی نائوسوکه
ای نائوسوکه (به ژاپنی: 井伊 直弼 Ii Naosuke) یک دایمیوی هیکونه، شیگا و همچنین تایرو (برابر با نخست‌وزیر ژاپن) در شوگونسالاری توکوگاوا بود. موقعیتی که او از ۲۳ آوریل ۱۸۵۸ تا زمان مرگش در دست داشت، او در حادثه ساکورادامون (۱۸۶۰) در ۲۴ مارس ۱۸۶۰ ترور شد.
ای نائوسوکه یکی از دایمیو‌هایی بود در سال ۱۸۵۳ در پاسخ استعلام شوگون‌سالاری، از سیاست ترک انزوای ژاپن (ساکوکو) هواداری کرده بود. او برای امضای پیمان هریس (عهدنامه دوستی و تجارت بین ایالات متحده آمریکا و ژاپن) با ایالات متحده مشهور است، پیمانی که دسترسی به بندرهای ژاپن را جهت تجارت برای شهروندان آمریکایی امکان‌پذیر کرد. او همچنین یک استاد ماهر در مراسم چای ژاپنی است که نوشته‌های او شامل حداقل دو اثر در مورد مراسم چای است.
تحت رهنمودهای ای نائوسوکه، شوگون‌سالاری توکوگاوا از درگیری مخصوصاً در مورد جانشینی توکوگاوا ایه‌سادا بیمار و بی فرزند عبور کرد. ای نائوسوکه موفق شد تا شوگون‌سالاری را به آخرین احیای مختصر قدرت و موقعیت در جامعه ژاپن قبل از شروع دوره میجی وادارد. ای نائوسوکه در حادثه ساکورادامون (۱۸۶۰) توسط گروهی متشکل از ۱۷ سامورایی قلمروی میتو و ۱ سامورایی قلمروی ساتسوما در ۲۴ مارس ۱۸۶۰ ترور شد.

## تایرو
در سال ۱۸۵۸ پس از تلاش ناموفق هوتا ماسایوشی برای به دست آوردن تأیید امپراتور برای پیمان هریس، شوگون توکوگاوا ایه‌سادا، ای نائوسوکه را در ۴ ژوئن همان سال به عنوان تایرو انتخاب کرد. در همان سال و پس از مرگ شوگون سیزدهم توکوگاوا ایه‌سادا (در ۱۴ اوت ۱۸۵۸) و نامشخص بودن موضوع جانشینی او، روجو‌ها (مشاوران عالی یا هیئت حاکم) و دایمیوهای فودای به رهبری ای نائوسوکه هوادار جانشینی توکوگاوا یوشیتومی (نام دیگر شوگون چهاردهم توکوگاوا ایه‌موچی) امیر و ارباب ولایت کی بودند (جناح نانکی)، اما بخش دیگری از دایمیوها خواستار جانشینی توکوگاوا یوشینوبو (کِی‌کی هم نامیده می‌شود) از قلمروی میتو بودند (جناح هیتوتسوباشی). یوشینوبو پسر توکوگاوا ناری‌آکی از خاندان هیتوتسوباشی توکوگاوا بود. ناری‌آکی که طرفدار شوگونی پسرش بود در صدد جلب حمایت دربار برآمد و به این ترتیب وارد جریانی شد که مسئله داخلی شوگون‌سالاری بود.
موقعیت تایرو، پستی که به‌طور سنتی اعضای خاندان ای آن را برعهده می‌گرفتند، به ندرت پر می‌شد. در واقع بین سالهای ۱۷۰۰ و قدرت گرفتن ای نائوسوکه در ۱۵۸ سال بعد از آن فقط سه تایرو وجود داشته‌است. ارتقا ای نائوسوکه به پست تایرو بسیاری از شینپان‌ها از جمله توکوگاوا ناری‌آکی را آزار می‌داد (شینپان‌ها دایمیوهای عضو خاندان توکوگاوا بودند. آنها قادر به عضویت در شوگون‌سالاری و اداره کشور نبودند، اما در صورت از بین رفتن شوگون، شوگون بعدی می‌بایست از میان خاندان شینپان انتخاب می‌شد). ای نائوسوکه که دارای بیشترین اعتبار و قدرت پس از شوگون بود، از پشتیبانی کامل دایمیوهای فودای لذت می‌برد. ای نائوسوکه قصد داشت قدرت سیاست‌گذاری باکوفو (شوگون‌سالاری) را چه در زمینهٔ داخلی و چه در زمینهٔ خارجی، به آن بازگرداند.
ای نائوسوکه، پیمان هریس را که در طی بستن آن هوتا ماسایوشی با نماینده آمریکایی تاونسند هریس مذاکره کرده بود، را به نفع ژاپن می‌دانست. مطابق پروتکل، وی از گوسانکیو (سه ارباب یا سه شاخه خاندان توکوگاوا) به صورت کتبی خواستار اظهار نظر و بیان دیدگاه در مورد این عهدنامه شد. با این وجود ای نائوسوکه با مشکلاتی در قالب یک سیاست انسداد از سوی اعضای جناح هیتوتسوباشی به رهبری پدر توکوگاوا یوشینوبو، توکوگاوا ناری‌آکی روبرو شد.
ای نائوسوکه مایل به امضای پیمان هریس بدون تصویب امپراتور کومی در کیوتو نبود. با این حال جناح هیتوتسوباشی مانع تأیید معاهده توسط امپراتور شدند. ای نائوسوکه که طرفدار پایان انزوای ژاپن بود در ۲۹ ژوئیه ۱۸۵۸ بدون توجه به منع و مخالفت امپراتور کومی و اعتراض جناح مخالف دستور امضای پیمان تجاری با آمریکا را داد. در این زمان تاونسند هریس شروع به تحت فشار قرار دادن مقامات شوگون‌سالاری برای امضای پیمان کرده بود. به همین علت ای نائوسوکه تصمیم گرفت که آمریکایی‌ها را خشمگین نکند و در ۲۹ ژوئیه ۱۸۵۸، دستور امضای پیمان هریس را صادر کرد. به زودی پس از این ای نائوسوکه تعدادی معاهده‌های مشابه نابرابر را با هلندی‌ها، روس‌ها، انگلیسی‌ها و فرانسوی‌ها امضا کرد (قراردادهای آنسی). منتقدان باکوفو (شوگون‌سالاری) معاهده‌های امضا شده توسط ای نائوسوکه را در به خطر انداختن حاکمیت ژاپن جدی می‌دانستند و بازیابی قدرت ژاپن پس از این معاهده‌های نابرابر اساس بسیاری از سیاست‌های شکل گرفته در دوره میجی را تشکیل می‌داد.

## قلع و قمع مخالفان
ای نائوسوکه برای از میان بردن جبهه بندی در ادو و مخالفت در کیوتو چند نفر از مقام‌های شوگون‌سالاری را که با او مخالفت داشتند را برکنار کرد. او هوتا ماسایوشی (روجو) و یکی دیگر از اعضای شورای عالی را از کار برداشت و گناه عقد پیمان با آمریکا را به گردن آنها انداخت. هوتا ماسایوشی پس از مرگ  آبه ماساهیرو به عنوان مشاور ارشد جانشین وی شده بود. همچنین ناری‌آکی و پسرش توکوگاوا یوشینوبو را نیز در خانه‌هایشان در قلمروی میتو حبس کرد. چندین دایمیو (ارباب) از جمله اربابان قلمروی اُواری، قلمروی توسا و قلمروی ساتسوما را بازداشت کرد و منتقدان تندروی شوگون‌سالاری یوشیدا شواین و هاشیموتو سانای را اعدام کرد. این تصفیه مخالفان تصفیه آنسی نام گرفت. آرامش ظاهری برای مدتی برقرار شد و مخالفان به فعالیت پنهانی واداشته شدند اما تلاش‌هایی که برای بهبود اوضاع اقتصادی انجام می‌شد بیهوده بود.

## ترور
با ورود دیپلمات‌ها به ادو و آغاز اقامت خارجی‌ها در یوکوهاما احساسات ضد خارجی با تمایلات شدید مخالف شوگون‌سالاری (باکوفو) در هم آمیخت و به بهای جان ای نائوسوکه تمام شد. در ۲۴ ماه مارس ۱۸۶۰ گروهی از مردان سامورایی قلمروی میتو ناراضی از رفتار او با اربابشان و ناخشنود از سیاست خارجی او، ای نائوسوکه را در طی حادثه ساکورادامون (۱۸۶۰) در یکی از دروازه‌های قلعه ادو کشتند.